# Seevogelfreistätte Priwall
Die Seevogelfreistätte Priwall war ein zwischen 1909 und 1914 bestehendes Vogelschutzgebiet in der norddeutschen Stadt Lübeck und gilt zusammen mit den im gleichen Jahr als Schutzgebiete ausgewiesenen Inseln Langenwerder bei Poel und Großer Werder bei Zingst als ältestes solches Areal an der deutschen Ostseeküste.

## Naturraum
Bis Anfang des 20. Jahrhunderts bestand der zum Fahrwasser des Flusses Trave gewandte Teil des südlichen Priwalls – eines etwa drei Kilometer langen, überdünten Nehrungshakens, der sich in der Mündung des Flusses Trave in die Ostsee aus einer Sandbarre entwickelt hat – aus einer Wiese, der bei niederem Wasserstand, also in trockenen Sommern, kleine Inseln und Sandbänke vorgelagert waren. Auf der Wiese wuchsen vor allem Salzgräser und sie war von zahlreichen Niedermoorsenken durchzogen, in denen sich Bulten mit Seggenbewuchs erhoben. Die damalige lokal brütende Avifauna bestand hauptsächlich aus Kiebitzen und Rotschenkeln. Bedingt durch die stete Küstendynamik füllte eingehendes Wasser die kleinen Tümpel und Niederungen mit Krabben, ähnlichen Krebstieren und Muscheln, während der sinkende Wasserstand diese als reiche Nahrungsquelle für die Vögel freilegte. Da der Priwall ein Vereinigungsort des ost-westlich gerichteten, schleswig-holsteinischen Hauptzugweges der Zugvögel mit der von Norden nach Süden an der Ostseeküste verlaufenden Nebenroute war und der Naturraum an seiner Südspitze ideale Bedingungen für Regenpfeiferartige bot, rasteten auch unzählige Arten dieser Ordnung dort.
Im Jahr 1906 wurden infolge der Traveausbaggerung Sandflächen am südlichen Priwall aufgespült und das Gebiet signifikant erweitert. Die große Kiebitzkolonie verschwand dadurch zunächst fast vollkommen, wich dann aber auf benachbarte Wiesen der Halbinsel aus. Gleichzeitig fanden infolge der Aufspülung zunehmend auch Austernfischer und Zwergseeschwalben – die bis dato auf Lübecker Gebiet nicht als Nistvögel bekannt waren – Brutplätze auf dem südlichen Priwall.

## Historie

### Vorgeschichte
Über Jahrhunderte war der Priwall weitgehend unbewohnt und wurde lediglich von Fischern und Schäfern genutzt. Dies bot diversen Vogelarten ungestörte Brut- und Rastbedingungen. Seit etwa 1874 allerdings beanspruchten stetig steigende Zahlen an Kurgästen zumindest den Strandabschnitt im Norden derart stark, dass Ornithologen Bedenken hinsichtlich des Vogelschutzes hatten. Darüber hinaus stellten Eiersammler sowie mit Gewehren bewaffnete Vogeljäger eine ernstzunehmende Bedrohung des Vogelbestandes dar. Im Jahre 1908 oder 1909 bemerkte der Lübecker Kaufmann und Amateurornithologe Friedrich Peckelhoff (1864–1937), dass vier Gelege der Neuankömmlinge Austernfischer und Zwergseeschwalbe von den Sammlern beraubt worden waren.

### Ausweisung des Schutzgebietes und Betreuung
Über dieses andauernde Problem erstattete Peckelhoff dem Lübecker Verein für Heimatschutz Bericht und dieser erreichte – in Kooperation mit mehreren Ornithologen – durch eine Eingabe beim Lübecker Polizeiamt im Jahr 1909 zeitnah, dass die südwestliche Spitze des Priwalls vom städtischen Senat als etwa 70 bis 80 Hektar großes Vogelschutzgebiet (sogenannte „Seevogelfreistätte“) ausgewiesen wurde. Das unter Schutz gestellte Areal bestand zu knapp einem Drittel aus einer mit Stechginster bewachsenen Wiese, auf er ein schilfbestandener Graben verlief, und zu zwei Dritteln aus Sand- und Steinhalden mit Strandhafer.
Durch eine Polizeiverordnung wurden auf dem südlichen Priwall sowohl das Eiersammeln als auch die Vogeljagd mit Schusswaffen zwischen dem 1. April und dem 30. September verboten, wobei Zuwiderhandlungen auf der Grundlage von § 82 № 1 des Jagdgesetzes bestraft wurden. Im Frühling 1911 untersagten die zuständigen Stellen die Jagd während dieses Zeitraumes auf dem gesamten Priwall und im Herbst gleichen Jahres wurde die Schonzeit für das Schutzgebiet noch auf den 1. März vordatiert. Die Regelungen vermochten zwar, den Jägern Einhalt zu gebieten; das Eiersammeln setzte sich jedoch zunächst fort. Daraufhin stellte der Verein für Heimatschutz 1910 einen Naturwärter an. Er erhielt vom Polizeiamt die Befugnisse eines Hilfsschutzmannes und wurde für die Zeit zwischen dem 15. April und dem 30. Juni mit etwa 350 Mark entlohnt, wovon der Lübecker Jagdschutzverein 75 Mark übernahm. Ob der Wärter auch in den Folgejahren bis 1914 diente, lässt sich nicht mehr rekonstruieren.
Die folgende Tabelle gibt in alphabetischer Reihenfolge die Vogelarten wieder, die während des Bestehens des Schutzgebietes dort als Brut- beziehungsweise Nistvögel oder lediglich rastend anzutreffen waren. Sie summiert die von Werner Hagen (1913) und Friedrich Peckelhoff (1914) zusammengetragenen Angaben und unterscheidet weder nach Häufigkeit noch nach Stetigkeit der Beobachtungen:
| Brutvögel                | Brutvögel         | Brutvögel      | Brutvögel         | Brutvögel          | Brutvögel           | Brutvögel        | Brutvögel       | Brutvögel         | Brutvögel                      |
| ------------------------ | ----------------- | -------------- | ----------------- | ------------------ | ------------------- | ---------------- | --------------- | ----------------- | ------------------------------ |
| Austernfischer           | Bekassine         | Brandgans      | Elster            | Feldlerche         | Flussregenpfeifer   | Flussseeschwalbe | Kampfläufer     | Kiebitz           | Kl. o. Südl. Alpenstrandläufer |
| Kuhstelze                | Küstenseeschwalbe | Lachmöwe       | Pirol             | Ringeltaube        | Rotschenkel         | Sandregenpfeifer | Seeregenpfeifer | Steinschmätzer    | Steinwälzer                    |
| Sturmmöwe                | Waldwasserläufer  | Wasserralle    | Wiesenpieper      | Zwergseeschwalbe   |                     |                  |                 |                   |                                |
| Rast- und Durchzugsvögel |                   |                |                   |                    |                     |                  |                 |                   |                                |
| Alpenstrandläufer        | Baumfalke         | Graureiher     | Großer Brachvogel | Heringsmöwe        | Kiebitzregenpfeifer | Knäkente         | Knutt           | Kranich           | Pfuhlschnepfe                  |
| Regenbrachvogel          | Rohrdommel        | Säbelschnäbler | Schwanzmeise      | Sichelstrandläufer | Silbermöwe          | Sumpfohreule     | Weidenmeise     | Zwergstrandläufer |                                |

### Ende und Nachfolger
„Wünschenswert wäre ja, dass das Gebiet das ganze Jahr geschützt würde; auch das hoffen wir noch zu erreichen mit Hilfe des Vereins für Heimatschutz und des Polizeiamtes.“

Die Seevogelfreistätte Priwall gilt zwar, auch bezüglich des ehrenamtlichen Engagements um ihre Ausweisung, als beispielgebend, bestand selbst allerdings lediglich fünf Jahre. Sie wurde 1914 zugunsten der Errichtung einer Flugzeugwerft aufgelöst, aus der sich später ein Reichsflughafen und die Seeflugzeug-Erprobungsstelle entwickelten. Erst 84 Jahre später, im August 1998, wurde der südliche Priwall erneut unter Schutz gestellt, diesmal als 149 Hektar umfassendes Naturschutzgebiet.